# Колхидска низина
Колхидската низина (на грузински: კოლხეთის დაბლობი) е низина в западната част на Грузия, между крайбрежието на Черно море на запад, Голям Кавказ на североизток и Малък Кавказ на юг.
Покрай черноморското крайбрежие се простира на близо 140 km от Сухуми на север до Кобулети на юг. На запад едва се издига над морското равнище, а в подножията на планинити се разчленява на тераси и надморската ѝ височина достига до 100 – 150 m. Представлява алувиална равнина, заемаща геоложка падина със синклинален строеж, като мощността на антропогенния алувий достига до 700 m. Има малки нефтени и газови находища, а по периферията ѝ – минерални извори (Цхалтубо). Релефът на низината в западната ѝ част е усложнен от стари речни долини, крайречни тераси и ниски пясъчни масиви, носещи названито лидо и има обширни заблатени простраства.
Климатът е субтропичен, влажен, с мека зима, малки температурни амплитуди, целогодишни обилни валежи (средно 1500 mm) и висока влажност на въздуха. Средната януарска температура е от 4,5 °C до 6 °C, а средната августовска 23-24 °C. Дренира се от реките Риони и Ингури и техните многобройни притоци, стичащи се от съседните планини. Режимът на реките се характеризира със своята целогодишна многоводност и чести прииждания и наводнения. В близост до град Поти, разположен на черноморското крайбрежие се намира голямото езеро Палиостоми. На запад преобладават блатните ландшафти с характерната за тях сфагова и тръстикова растителност. Сред блатата значителна площ заемат елшовите гори. По-високите периферии на низината са покрити с дъбови, букови и буково-габърови гори с подлес от вечнозелени храсти и илиани.
Извършени са масови мероприятие за осушаването на блатистите райони и превръщането им в обработваеми земи. В миналото голяма част от низината е била заето от гори, които през вековете са изсечени и сега са заети от насаждения от зърнени култури (основно царевица), зеленчукови градини и плантации със субтропични култури. Низината е в центъра на историческата област Колхида.